# Голуб, Юрка
Юрий Владимирович Голуб (бел. Юрый Уладзіміравіч Голуб; 20 октября 1947, д. Горно, Зельвенский район, Гродненская область — 12 октября 2020) — белорусский переводчик, писатель, поэт, телеведущий, лауреат литературной премии имени Аркадия Кулешова.

## Биография
Родился в крестьянской семье. После окончания филологического факультета Белорусского государственного университета (1970) работал редактором на Гродненской студии телевидения. С 1978 — заведующий отделом культуры областной газеты «Гродзенская праўда», с 1979 — заведующий отделом художественного вещания Гродненского областного телевидения и радио. Ведущий телепрограммы «Гродзеншчына літаратурная». Член Союза писателей СССР с 1971.

## Творчество
Публикуется с 1963 года, автор сборников поэзии «Гром на зялёнае голле» (1969), «Дрэва навальніцы» (1973), «Векапомнае поле» (1976), «Помню пра цябе» (1983), «Сын небасхілу» (1989), «Поруч з дажджом» (2001), «Зажураны камень. Трыялеты» (2002), «Брама зімы» (2004) і «Багра» (2006), « Краявід» (2017) и др.
В стихах Юрия Голуба — мир молодого современника, который обостренно чувствует проявления жизни. Искренность лирического самовыражения, лаконичность высказывания, яркая метафоричность образов, богатая инструментовка строки — особенности его творческой манеры.
Автор книг для детей «У бары грыбы бяры» (1986) и «Птушыны радавод» (2016). Выступает как прозаик и переводчик.
Стихи Юрия Голуба переведены на литовский, русский, украинский и польский языки.